# Disbalancer
disBalancer (укр. Дізбе́ленсер)  -  український проєкт, що працює у сфері кібербезпеки з використанням Інтернет-технології Web 3.0 та надає послуги з тестування стійкості вебсайтів до DDoS-атак і захисту нових криптовалют від кіберзлочинців. Для своєї діяльності проєкт винаймає надлишкові обчислювальні ресурси у користувачів. Після широкомасштабного вторгнення росії 24 лютого 2022 року, команда проєкту створила програму для DDoS-атак на сайти російської пропаганди та зібрала кібервійсько для боротьби проти агресора в інформаційній війні.
Проєкт було створено в 2021 році в рамках заходу “First Grey Hat Hackers Ideas Competition”, організованого компанією Hacken у квітні 2021 року. Виборовши спеціальну нагороду у змаганнях, команда приєдналася до Hacken Foundation, аби надалі розвивати свій продукт . Разом із запуском проєкту команда оголосила про створення власної криптовалюти (DDOS). Автором проекту є Ares.

## Участь у кібервійні проти росії
З початком повномасштабної російської збройної агресії проти України, проєкт не залишився осторонь боротьби. У перший день учасники вирішили адаптувати розроблений код для атаки вебресурсів російської пропаганди, що спотворювала відомості про хід подій в Україні  і посилення ініціативи IT Army of Ukraine, створеної Міністерством цифрової трансформації України . Реліз оновленого додатку з назвою Liberator відбувся 4 березня 2022 року , .

### Цілі, вектори атак і послідовники ініціативи
Програма Liberator реалізовує 5 векторів DDoS-атак, серед яких виокремлюються: вебресурси критичної інфраструктури (банки, залізничне сполучення, системи бухгалтерського та податкового обліку, стрімінгові сервіси і т.п); сайти російської пропаганди; підроблені сайти благодійних фондів, що привласнюють пожертвування, спрямовані на підтримку України; ресурси, які використовують з метою саботажу та шпигунства, збирають і розповсюджують інформацію про українських військових . 

### Підтримка та критика під час кібервійни
Проєкт отримав широку інформаційну підтримку    . 
Додаток Liberator завантажили біля 10 000 нових користувачів усього за 4 дні від початку запуску ініціативи. Така кількість нових учасників забезпечила команді понад 6000 активних користувачів у режимі реального часу під час перших тижнів широкомасштабної війни .
Загальна кількість встановлень перевищила 200 000 нових користувачів, а максимальний зафіксований одночасний онлайн: 41 тисяча машин. Більшість із користувачів - українці, проте дані про географічне розташування учасників ініціативи з'ясувати неможливо, оскільки під час атак вони використовують сервіси VPN. Завдяки англомовну комьюніті, багато людей із-за кордону також долучаються до системи..
Поширення інформації про хактивістську діяльність disBalancer стало причиною розповсюдження зловмисниками у Telegram-каналах та групах шкідливого шпигунського програмного забезпечення із назвою Disbalancer.exe . Цей факт спричинив скандал у блогах з кібербезпеки, однак компанії з кібербезпеки спростували причетність disBalancer до крадіжки даних користувачів .